# Ann Dowling

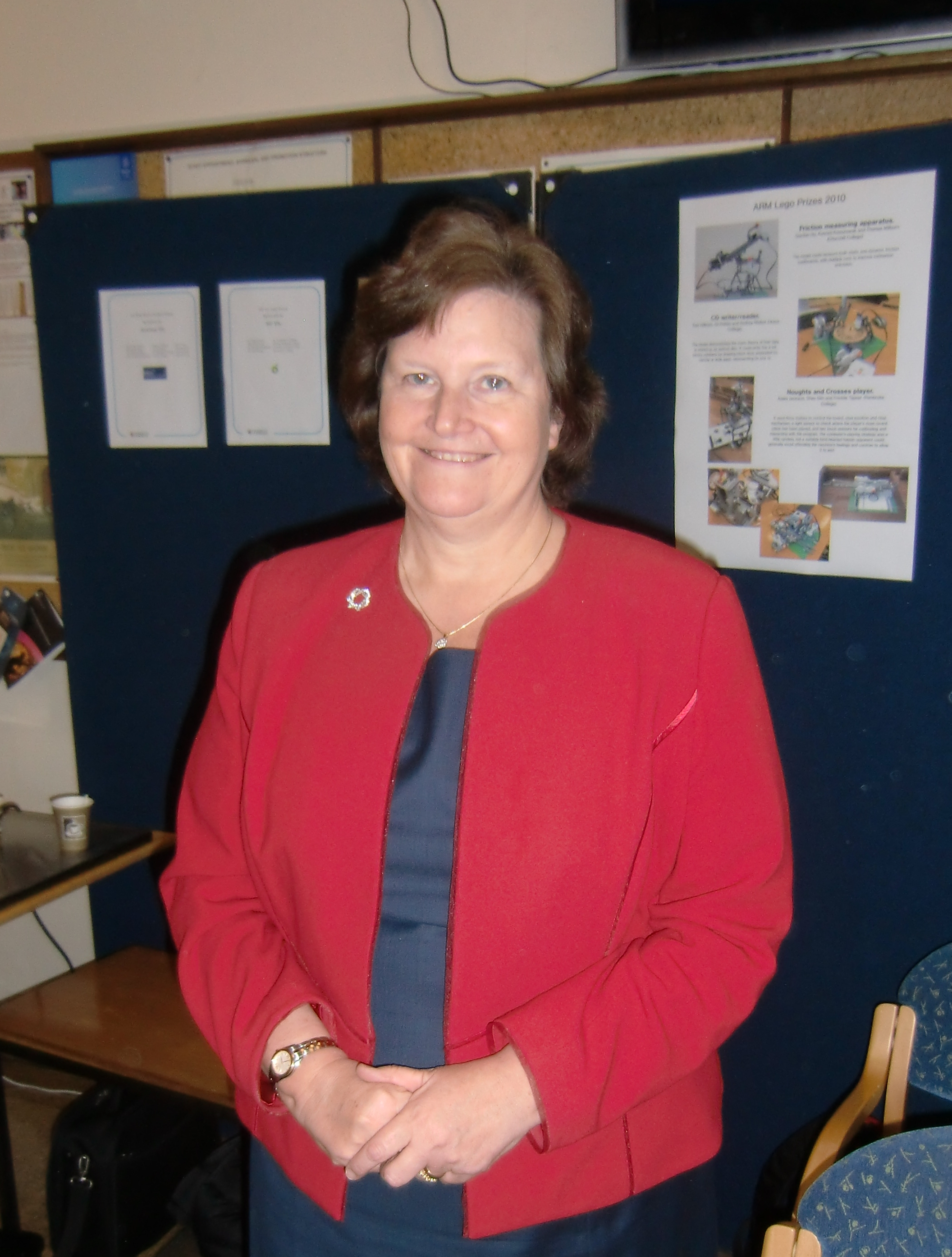
Dame Ann Dowling, 2011

Dame Ann Patricia Dowling OM DBE FRS FREng (* 15. Juli 1952) ist eine britische Maschinenbauingenieurin, die sich mit Verbrennungstechnik, Akustik und der Forschung zu Vibrationen beschäftigt. Schwerpunkte sind die effiziente, emissionsarme Verbrennung und die Reduzierung des Straßen- und Fluglärms.

## Leben
Dowling besuchte die Ursuline Convent School in Westgate, Kent und das Girton College der Universität Cambridge, wo sie 1978 nach einem Mathematikstudium und einem Job am Royal Aircraft Establishment promovierte. Dowling promovierte auf dem Gebiet der Aeroakustik, insbesondere über das Problem des Concorde-Lärms. Ab 1977 war sie als Forschungsstipendiatin an der Universität Cambridge und amerikanischen Universitäten tätig. Dowling wurde 1996 zum Fellow der Royal Academy of Engineering (FREng) und 2003 zum Fellow der Royal Society (FRS) gewählt. Sie wurde stellvertretende Vizekanzlerin und Professorin für Maschinenbau der Universität Cambridge. Von 2009 bis 2014 war sie dort Leiterin des Department of Engineering, wo sie 1993 die erste Professorin war. Von 2014 bis 2019 war sie Präsidentin der Royal Academy of Engineering, als erster weiblicher Präsident der Akademie. Sie emeritierte als Professorin an der Universität Cambridge im Jahr 2014.

## Ehrungen
- 2002: Commander des Order of the British Empire (CBE)
- 2007: Dame Commander des Order of the British Empire (DBE)
- 2015: Member des Order of Merit
- 2016: James Watt International Gold Medal[2]
- 2019: Royal Medal[3]
- 2021: Ludwig-Prandtl-Ring[4]

Ihr wurde zudem von insgesamt zwanzig Universitäten Ehrendoktorwürden verliehen, darunter der Universität Oxford, dem Trinity College Dublin und der McGill-Universität in Montréal, Kanada.